# Laiusevälja
Laiusevälja är en ort i Estland. Den ligger i Jõgeva kommun och landskapet Jõgevamaa, i den centrala delen av landet, 120 km sydost om huvudstaden Tallinn. Laiusevälja ligger 86 meter över havet och antalet invånare är 121.
Terrängen runt Laiusevälja är platt. Runt Laiusevälja är det glesbefolkat, med 11 invånare per kvadratkilometer. Närmaste större samhälle är Jõgeva, 10,8 km sydväst om Laiusevälja. I omgivningarna runt Laiusevälja växer i huvudsak blandskog.